# Coquille (staal)

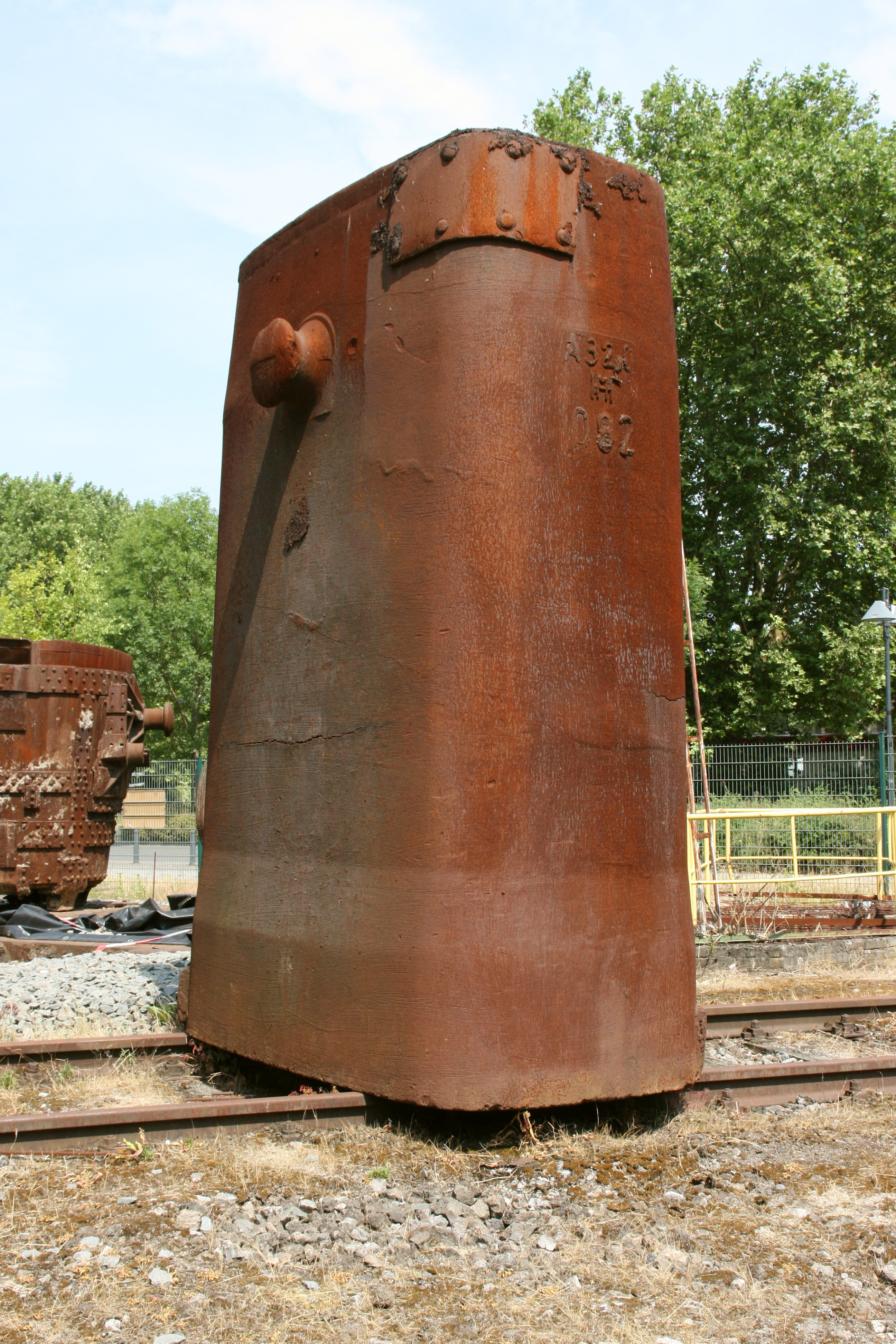
Coquille gietvorm voor staal.

Het discontinue gietproces van de coquilles

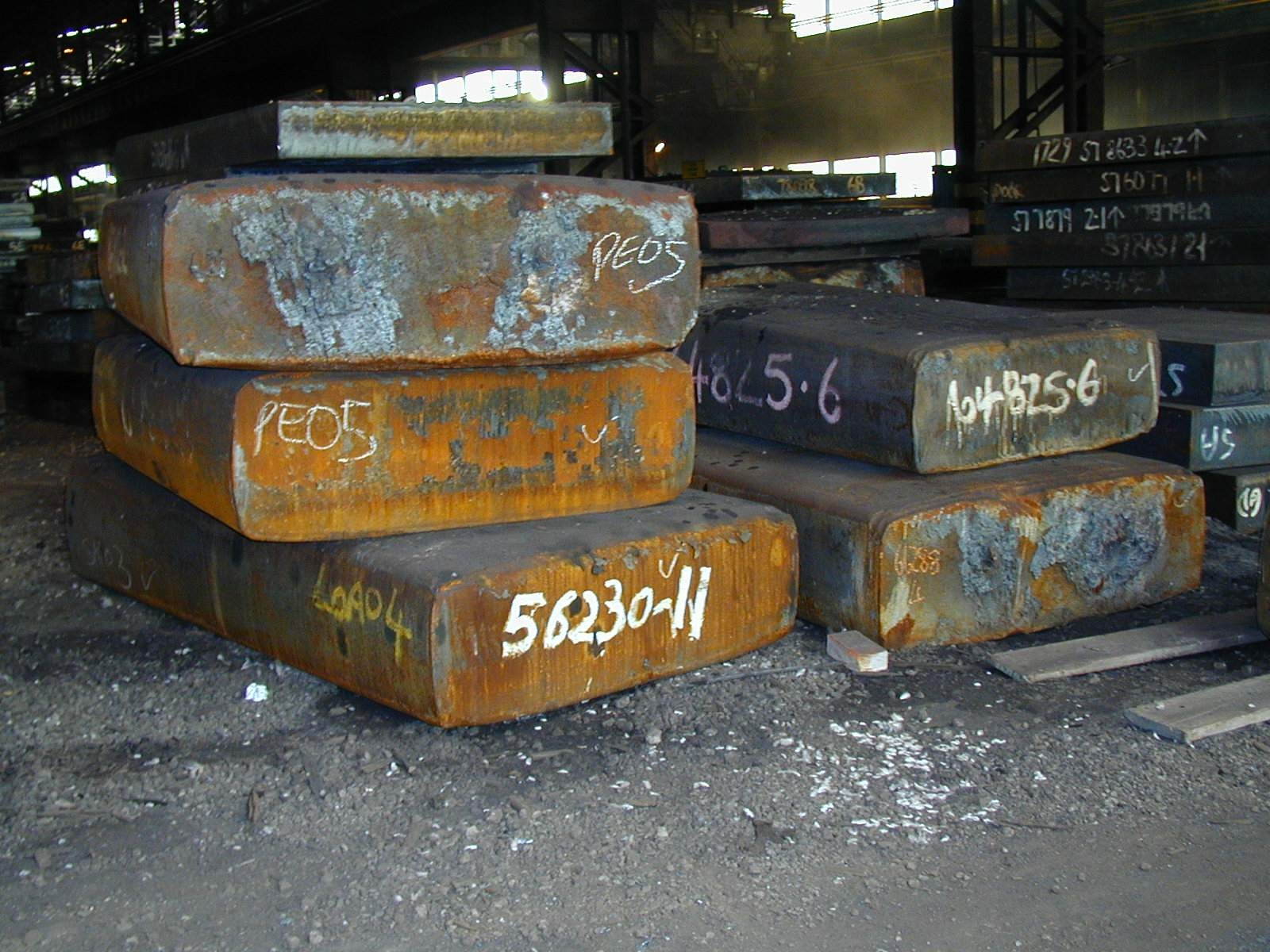
Stapels stalen "broodjes"

Een coquille of blokvorm is een zware en permanente gietvorm (matrijs) waarin het uit de staalbereidingsoven (convertor) afkomstige stalen smelt wordt gegoten. Dit proces wordt discontinu gieten of blokgieten genoemd. 

## Staalindustrie
In de staalindustrie is een coquille of blokvorm de benaming voor de matrijs waarin stalen smelt wordt gegoten. Het staal stolt dan tot zware cilindrische blokvormen, ingots, knuppels, broodjes of plakken. Dit zijn halffabricaten voor de verdere productieprocessen. De blokken hebben een massa van 10 ton. Als de buitenkant van het blok gestold is, wordt de coquille gestroopt (eraf gehaald) en kan het blok verder afkoelen. Deze worden verder verwerkt in walserijen tot platen, blikken, plakken, staven of draden. Ze moeten dan echter herverhit worden, waarna ze in de warmbandwalserij bijvoorbeeld tot pantserplaat en vervolgens tot scheepsplaat worden gewalst, waarna ze eventueel in een koudbandwalserij tot dunnere plaat kunnen worden verwerkt.
Dit proces, dat discontinu gieten of blokgieten wordt genoemd, is sinds de jaren 60 van de 20e eeuw goeddeels vervangen door het continugieten, dat leidt tot een hogere productiviteit, een betere homogeniteit (minder segregatie) van de gietstructuur en minder energieverbruik. Bij de Koninklijke Hoogovens, tegenwoordig Tata Steel IJmuiden, gebeurde dat in 1988. Blokgieten wordt nog slechts toegepast bij de bereiding van kleine hoeveelheden speciaalstaal.

## Coquillegieten
De term coquillegieten wordt ook gebruikt voor het gieten van non-ferro metalen en legeringen. De gietvorm is dan een permanente vorm die uit twee helften bestaat. De vorm blijft behouden maar het werk is minder nauwkeurig dan bij gietmethoden als de verlorenwasmethode. Ook moet men rekening houden met lange stoltijden. Vooral betrekkelijk eenvoudige aluminium producten worden met deze methode vervaardigd.